# Ненци, Мирко Джакомо
Мирко Джакомо Ненци (итал. Mirko Giacomo Nenzi) — итальянский конькобежец.

## Биография
В 2009 году участвовал на чемпионате мира среди юниоров, где занял 19-е место в многоборье.
Дебютировал в Кубке мира в сезоне 2010/2011.
В 2012 году дебютировал на чемпионате мира в спринтерском многоборье, где занял 21-е место.